# 体験談商法
体験談商法（たいけんだんしょうほう）とは、商品を購入したりサービスを受けたりしたところ非常に素晴らしいものであったという「体験談」を利用して、広告・勧誘する商法のことをいう。商品は健康食品、ダイエット食品、開運グッズなどが多いが、そのこと自体が違法、というわけではない。ただし、日本の自治体によっては悪徳商法、悪質商法として定義している。